# Centrisme (marxisme)
El centrisme té un significat específic dins del moviment marxista, referint-se a una posició situada entre la revolució i el reformisme. Però tal denominació sovint pren un sentit subjectiu segons quin sigui el posicionament de qui l'utilitza. Per exemple, el Partit Socialdemòcrata Independent d'Alemanya i el Partit Laborista Independent (ILP) van ser dos partits considerats centristes, ja que oscil·laven entre defensar arribar a una economia socialista a través de reformes i defensar la revolució, en funció de les circumstàncies concretes de cada país i de cada moment de la història. Els partits que va estar entre la Segona Internacional i la Tercera Internacional, també eren exemples del centrisme en aquest sentit. Però cal objectar que, ben sovint, el seu posicionament al marge del Comintern va obeir a la disconformitat front als brutals mètodes estalinistes i les seves conseqüències ideològiques, més que no a un posicionament més centrista davant un pretès esquerranisme d'ideologies totalitàries (Stalin) o plantejaments, segons ells, també fortament marcats per l'esquematisme i el dogmatisme (Trotski).
Per als trotskistes, el terme centrista usat en aquest sentit té una associació pejorativa. Sovint descriuen el centrisme com a oportunista, ja que segons ells sols veuen la revolució en algun moment del futur, però mentrestant impulsen pràctiques reformistes. Els socialistes llibertaris i els anarquistes també tendeixen a considerar qualsevol reformisme com a oportunisme polític, perquè consideren que el reformisme no és capaç de dur a terme canvis estructurals en l'organització social. Però cal decantar el que és el reformisme (propi de certs corrents de la socialdemocràcia i dels partits comunistes nacionals en la seva llarga època de supeditació al poder soviètic) de la reivindicació d'una part del marxisme europeu (tant en la seva tradició socialista com comunista) de determinar les tàctiques i les estratègies en funció de les condicions existents a cada lloc que són les que, en darrer terme, condicionaran l'èxit o el fracàs de la intervenció política del moviment obrer.
El terme centrisme també designa les posicions d'una part dels bolxevics durant els anys vint en la seva lluita a l'interior del PCUS. En aquest context, el centrisme es refereix a una posició situada entre l'Oposició de Dreta, que donava suport a la nova política econòmica (NEP) i les relacions amistoses amb els països capitalistes; i l'Oposició d'Esquerra, que va donar suport a una transició immediata cap a una economia socialista i a la revolució mundial. Al final de la dècada de 1920, les dues faccions contràries havien estat derrotades per Joseph Stalin, que finalment va imposar el seu poder destruint tota forma de llibertat d'expressió i fent assassinar centenars de milers de persones de totes les tendències.